# Les Deux Visages
Les Deux Visages est le 16e épisode de la saison 3 de la série télévisée Buffy contre les vampires.

## Résumé
Anya cherche à retrouver ses pouvoirs mais D'Hoffryn refuse de les lui rendre. Elle demande donc de l’aide à Willow, sachant qu’elle est une sorcière. Le charme dérive et fait apparaître une autre Willow, la Willow Vampire, vue pour la première fois dans l'épisode Meilleurs Vœux de Cordelia. Entre-temps, la vraie Willow est frustrée qu'on la prenne toujours pour une « nana sérieuse » et déclare qu'elle changera son look. Plus tard, au Bronze, Buffy et Alex retrouvent leur amie changée (la Willow Vampire, habillée plus sexy que la vraie) et sont atterrés quand ils découvrent qu'elle est devenue vampire. De son côté, le maire décide qu'il faut tuer Willow car Faith l'a prévenu que Willow essayait de pirater sa base de données informatique. Il envoie des vampires pour la tuer mais ceux-ci attaquent la Willow vampire, qui les bat facilement et les soumet à son autorité.
À la bibliothèque, Buffy, Alex et Giles retrouvent la vraie Willow et Angel leur apprend que l'autre Willow est au Bronze, où elle retient de nombreuses personnes et s'apprête à faire un massacre. Anya, qui se trouve elle aussi au Bronze, comprend que la Willow vampire vient d'un autre monde et lui explique que la Willow originale pourrait lui permettre d'y retourner. La vampire part à la recherche de son double et la trouve à la bibliothèque, mais la vraie Willow arrive à neutraliser l'autre à l'aide d'une fléchette tranquillisante. Buffy a alors l'idée d'habiller Willow comme son double vampire afin de se faire passer pour elle auprès de ses acolytes qui l'attendent au Bronze. La supercherie ne tient pas longtemps et le Scooby-gang intervient alors en force. Pendant ce temps, la Willow vampire est délivrée par Cordelia. Après avoir tenté de tuer celle-ci et échoué à cause de l'intervention de Wesley, la vampire retourne au Bronze où elle manque d'être tuée par Buffy. La vraie Willow insiste pour qu'on ne la tue pas et qu'on la renvoie plutôt dans son univers parallèle, une suggestion que la vampire accueille avec enthousiasme, faisant même un câlin à son double. Le rituel est accompli (avec l'aide contrainte d'Anya) et la Willow vampire se retrouve dans son monde. Mais, comme dans Meilleurs vœux de Cordelia, elle y est aussitôt tuée par Oz.

## Production
Joss Whedon affirme qu'il a tellement aimé le personnage du Vampire Willow, qui a été introduit pour la première fois dans Meilleurs Vœux de Cordelia, qu'il a écrit cet épisode spécialement pour elle.